# Mistrzostwa Świata w Kajakarstwie Górskim 1995
24. Mistrzostwa świata w kajakarstwie górskim odbyły się w dniach 29 sierpnia – 3 września 1995 w brytyjskim Nottingham. Zawodnicy rywalizowali ze sobą w ośmiu konkurencjach: czterech indywidualnych i czterech drużynowych.

## Końcowa klasyfikacja medalowa
| Miejsce | Państwo           | Złoto | Srebro | Brąz | Razem |
| ------- | ----------------- | ----- | ------ | ---- | ----- |
| 1       | Niemcy            | 3     | 1      | 3    | 7     |
| 2       | Francja           | 1     | 3      | 1    | 5     |
| 3       | Wielka Brytania   | 1     | 1      | 1    | 3     |
| 4       | Stany Zjednoczone | 1     | 1      | 0    | 2     |
| 5       | Czechy            | 1     | 0      | 1    | 2     |
| 6       | Polska            | 1     | 0      | 0    | 1     |
| 7       | Chorwacja         | 0     | 1      | 0    | 1     |
| 7       | Słowenia          | 0     | 1      | 0    | 1     |
| 8       | Słowacja          | 0     | 0      | 2    | 2     |

## Medaliści
| Konkurencja:           | Złoto:                                                                                                   | Srebro: | Brąz: |
| C-1 mężczyzn           | David Hearn                                                                                              | Sören Kaufmann                                                                                             | Michal Martikán                                                                                            |
| C-1 drużynowo mężczyzn | Niemcy · Vitus Husek · Sören Kaufmann · Martin Lang                                                      | Chorwacja · Danko Herceg · Zlatko Sedlar · Stjepan Perestegi                                               | Słowacja · Michal Martikán · Juraj Minčík · Juraj Ontko                                                    |
| C-2 mężczyzn           | Polska · Krzysztof Kołomański · Michał Staniszewski                                                      | Francja · Frank Adisson · Wilfrid Forgues                                                                  | Francja · Eric Biau · Bertrand Daille                                                                      |
| C-2 drużynowo mężczyzn | Czechy · Jiří Rohan i Miroslav Šimek · Petr Štercl i Pavel Štercl · Jaroslav Pospíšil i Jaroslav Pollert | Francja · Emmanuel del Rey i Thierry Saidi · Frank Adisson i Wilfrid Forgues · Eric Biau i Bertrand Daille | Niemcy · Michael Trummer i Manfred Berro · Rüdiger Hübbers i Udo Raumann · André Ehrenberg i Michael Senft |
| K-1 mężczyzn           | Oliver Fix                                                                                               | Scott Shipley                                                                                              | Jiří Prskavec                                                                                              |
| K-1 drużynowo mężczyzn | Niemcy · Jochen Lettmann · Thomas Becker · Oliver Fix                                                    | Słowenia · Fedja Marušič · Marjan Štrukelj · Andraž Vehovar                                                | Wielka Brytania · Andrew Raspin · Shaun Pearce · Ian Raspin                                                |
| K-1 kobiet             | Lynn Simpson                                                                                             | Anne Boixel                                                                                                | Kordula Striepecke                                                                                         |
| K-1 drużynowo kobiet   | Francja · Anne Boixel · Myriam Fox-Jerusalmi · Isabelle Despres                                          | Wielka Brytania · Lynn Simpson · Rachel Crosbee · Heather Corrie                                           | Niemcy · Evi Huss · Elisabeth Micheler-Jones · Kordula Striepecke                                          |